# Зуся із Аннополя
Зуся з Ганнополя або Мешулам Зуся Ганнопільський (івр. משולם זושא מאניפולי, близько 1719 року, Тарнів — 1800 рік, Ганнопіль) — хасидський цадик 3 покоління, учень Дов-Бера з Межиріча, брат Елімелеха з Лежайська.

## Життєпис

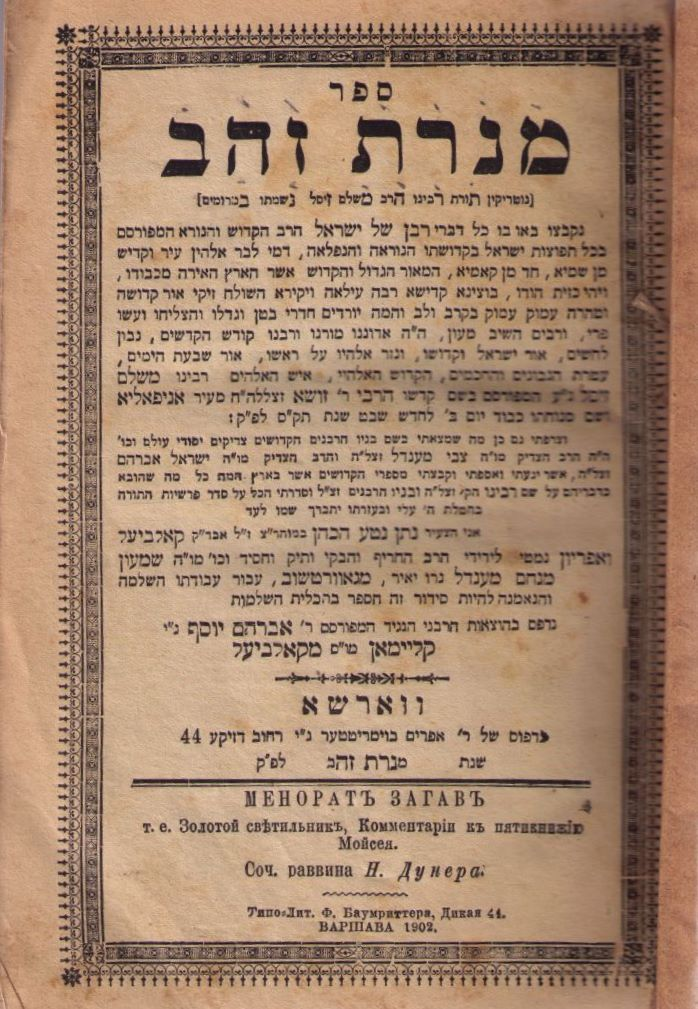
Менорат Загав. Варшава. 1902

Зуся народився у місті Тарнів, на Західній Галичині в родині рабина Елізера Липи, який був сином великого знавця Тори рабина Елімелеха, на честь якого названий брат Зусі Елімелех з Лежайська. Мати Зусі була неписьменною, але дуже релігійною жінкою. В сім'ї було семеро дітей. Зуся був старшим від Елімелеха на 5 років.
В юності, разом з братом, захопився хасидизмом, подорожуючи розповсюджував ідеї в різних єврейських громадах Речі Посполитої. Вів дуже скромний спосіб життя, коштів не вистачало навіть на їжу.
В 1772 році після смерті свого наставника Дов-Бер з Межиріча, оселяється в Ганнополі на Волині (тепер Славутський район, Хмельницька область). Стає відомим, як «ганнопільський рабин».
Помер у 1800 році в Ганнополі, де і похований біля свого вчителя Дов-Бера.